# Гордюшенко, Астемир Александрович
Астеми́р Алекса́ндрович Гордюше́нко (род. 30 марта 1997, Нальчик) — российский футболист, полузащитник клуба «Родина».

## Карьера
Родился и вырос в Нальчике, в 10-летнем возрасте приехал в Москву. Является воспитанником футбольного клуба ЦСКА, в академию попал из реутовской команды «Приалит». Начиная с сезона 2016/17 активно привлекается к занятиям с основным составом.
4 сентября 2016 года вышел в основном составе на товарищеский матч против московского «Торпедо», первую игру на новом стадионе ЦСКА. Забив гол на 43-й минуте, стал автором первого гола на стадионе.
21 сентября 2016 года дебютировал в розыгрыше Кубка России против «Енисея», выйдя на поле в основном составе и сыграв весь матч.
2 октября 2016 года дебютировал в чемпионате России в поединке против «Ростова», выйдя на замену на 89-й минуте вместо Александра Головина.
Первый полный матч в чемпионате России отыграл 14 октября 2016 года против «Уфы».
18 октября сыграл свой первый матч в Лиге чемпионов в домашнем матче против «Монако», выйдя на замену вместо Зорана Тошича.
25 января 2019 года перешел в «Тюмень» на правах аренды до конца сезона.
18 марта 2019 года перенес операцию на плече.
13 февраля 2020 года покинул ЦСКА и подписал контракт с московским «Торпедо» до 31 мая 2022 года.
В июне 2022 года перешёл в московскую «Родину».

## Статистика выступлений
| Выступление      | Выступление      | Выступление      | Лига | Лига | Кубки | Кубки | Еврокубки | Еврокубки | Стыковые матчи | Стыковые матчи | Итого | Итого |
| Клуб             | Лига             | Сезон            | Игры | Голы | Игры  | Голы  | Игры      | Голы      | Игры           | Голы           | Игры  | Голы  |
| ---------------- | ---------------- | ---------------- | ---- | ---- | ----- | ----- | --------- | --------- | -------------- | -------------- | ----- | ----- |
| ЦСКА             | РФПЛ             | 2016/17          | 3    | 0    | 1     | 0     | 2         | 0         | —              | —              | 6     | 0     |
| ЦСКА             | РФПЛ             | 2017/18          | 6    | 0    | 1     | 0     | 3         | 0         | —              | —              | 10    | 0     |
| ЦСКА             | РПЛ              | 2018/19          | 2    | 0    | 1     | 0     | 0         | 0         | —              | —              | 3     | 0     |
| ЦСКА             | Итого            | Итого            | 11   | 0    | 3     | 0     | 5         | 0         | —              | —              | 19    | 0     |
| → Тюмень         | ФНЛ              | 2018/19          | 10   | 1    | 0     | 0     | —         | —         | —              | —              | 10    | 1     |
| → Тюмень         | Итого            | Итого            | 10   | 1    | 0     | 0     | —         | —         | —              | —              | 10    | 1     |
| Торпедо (Москва) | ФНЛ              | 2019/20          | 2    | 0    | 1     | 0     | —         | —         | —              | —              | 3     | 0     |
| Торпедо (Москва) | ФНЛ              | 2020/21          | 20   | 2    | 1     | 0     | —         | —         | —              | —              | 21    | 2     |
| Торпедо (Москва) | Итого            | Итого            | 22   | 2    | 2     | 0     | —         | —         | —              | —              | 24    | 2     |
| Томь             | Первый дивизион  | 2021/22          | 35   | 2    | 1     | 0     | —         | —         | —              | —              | 36    | 2     |
| Томь             | Итого            | Итого            | 35   | 2    | 1     | 0     | —         | —         | —              | —              | 36    | 2     |
| Родина           | Первая лига      | 2022/23          | 28   | 5    | 1     | 1     | —         | —         | 2              | 0              | 31    | 6     |
| Родина           | Первая лига      | 2023/24          | 33   | 10   | 2     | 0     | —         | —         | —              | —              | 35    | 10    |
| Родина           | Первая лига      | 2024/25          | 30   | 1    | 1     | 0     | —         | —         | —              | —              | 31    | 1     |
| Родина           | Первая лига      | 2025/26          | 5    | 0    | 0     | 0     | —         | —         | —              | —              | 5     | 0     |
| Родина           | Итого            | Итого            | 96   | 16   | 4     | 1     | —         | —         | 2              | 0              | 102   | 17    |
| Всего за карьеру | Всего за карьеру | Всего за карьеру | 174  | 21   | 10    | 1     | 5         | 0         | 2              | 0              | 191   | 22    |

## Достижения
ЦСКА
- Серебряный призёр чемпионата России (2): 2016/17, 2017/18
- Серебряный призёр молодёжного первенства России (2): 2016/17, 2017/18
- Бронзовый призёр молодёжного первенства России: 2015/16
- Обладатель Суперкубка России: 2018
- Итого : 1 трофей